# Joueur de l'année de l'UEFA 2017
Le Prix UEFA du Meilleur joueur d'Europe change de nom et devient le Joueur de l'année de l'UEFA.
Le Joueur de l’année de l’UEFA 2017 est un prix décerné par l'UEFA à un joueur jouant pour un club de football européen et qui a su se distinguer comme étant le meilleur de la saison 2016-2017.
Navigation
Édition précédente Édition suivante
Le 24 août 2017, Cristiano Ronaldo remporte pour la 2e année consécutive le prix, ainsi que la 3e fois dans l'histoire, soit le plus titré du Joueur de l'année de l'UEFA.

## Palmarès

### Classement officiel[2],[3]
| #  | Nom                | Club              | Points |
| -- | ------------------ | ----------------- | ------ |
| 1  | Cristiano Ronaldo  | Real Madrid       | 482    |
| 2  | Lionel Messi       | FC Barcelone      | 141    |
| 3  | Gianluigi Buffon   | Juventus FC       | 109    |
| 4  | Luka Modrić        | Real Madrid       |        |
| 5  | Toni Kroos         | Real Madrid       |        |
| 6  | Paulo Dybala       | Juventus FC       |        |
| 7  | Sergio Ramos       | Real Madrid       |        |
| 8  | Kylian Mbappé      | AS Monaco         |        |
| 9  | Robert Lewandowski | Bayern Munich     |        |
| 10 | Zlatan Ibrahimović | Manchester United |        |